# Houplines
 Houplines  es una población y comuna francesa, en la región de Norte-Paso de Calais, departamento de Norte, en el distrito de Lille y cantón de Armentières.

## Demografía
| 5934 | 6398 | 7403 | 7924 | 7609 | 7907 |
| Para los censos de 1962 a 1999 la población legal corresponde a la población sin duplicidades (Fuente: INSEE [Consultar]) |      |      |      |      |      |